# Toxic Town
Toxic Town est une mini-série dramatique britannique, réalisée par Jack Thorne. Elle suit l'histoire de trois mères impliquées dans l'affaire des déchets toxiques de Corby.
La série de quatre épisodes a été diffusée sur Netflix le 27 février 2025.

## Distribution
- Jodie Whittaker (VF : Julie Turin) : Susan McIntyre
- Aimee Lou Wood (VF : Audrey Sablé) : Tracey Taylor
- Robert Carlyle (VF : Éric Herson-Macarel) : Sam Hagen
- Rory Kinnear (VF : Xavier Fagnon) : Des Collins
- Brendan Coyle (VF : Pascal Casanova) : Roy Thomas
- Claudia Jessie (VF : Adeline Chetail) : Maggie Mahon
- Joe Dempsie (VF : Pascal Nowak) : Derek Mahon
- Michael Socha (VF : Alan Aubert-Carlin) : Peter
- Stephen McMillan (VF : Anthony Audoux) : Ted Jenkins
- Karla Crome (VF : Déborah Claude) : Pattie Walker
- Lauren Lyle (VF : Amandine Bataille) : Dani Holliday
- Ben Batt (VF : Jérôme Pauwels) : Pat Miller
- Matthew Durkan : Mark Taylor
- Simon Harrison (VF : Emmanuel Lemire) : Bill Martin
- Jaz Singh Deol : le directeur-général
- Kobi Sadler : Conner McIntyre

## Production
En août 2023, il a été annoncé que Netflix avait commandé une série en quatre parties écrite par Jack Thorne et basée sur les empoisonnements de Corby en 2009 et l'affaire environnementale qui a suivi, surnommée dans certains milieux « l'Erin Brockovich britannique ». Thorne a déclaré que Toxic Town se concentrerait sur « ces femmes drôles, courageuses et incroyables et sur la façon dont elles se sont battues pour leurs enfants ». La série est produite par la société de production de Charlie Brooker et Annabel Jones, Broke & Bones, avec Minkie Spiro comme réalisatrice et Amy Trigg comme co-scénariste du troisième épisode.

### Attribution des rôles
En août 2023, Jodie Whittaker, Aimee Lou Wood, Robert Carlyle, Rory Kinnear, Toby Eden et Brendan Coyle ont été confirmés au casting. Claudia Jessie, Joe Dempsie et Michael Socha ont rejoint le casting en septembre. En décembre 2023, Lauren Lyle rejoint le casting. Il y a également des rôles pour Stephen McMillan, Karla Crome et Ben Batt.

### Tournage
La production a commencé dans le cadre d'un contrat avec le syndicat Equity et n'est donc pas concernée par la grève des acteurs de 2023. Le tournage principal du projet a commencé en septembre 2023. Le tournage a eu lieu à Breightmet, à Bolton ce mois-là. Le tournage a également eu lieu à Stockport, Holmfirth, Liverpool, et Sale.

## Sortie
La série a été diffusée pour la première fois sur Netflix le 27 février 2025,.